# 1889 Pakhmutova
1889 Pakhmutova је астероид главног астероидног појаса. Приближан пречник астероида је 33,53 km,
а средња удаљеност астероида од Сунца износи 3,089 астрономских јединица (АЈ).
Инклинација (нагиб) орбите у односу на раван еклиптике је 13,178 степени, а орбитални период износи 1983,966 дана (5,431 година). Ексцентрицитет орбите астероида износи 0,109.
Апсолутна магнитуда астероида износи 10,80 а геометријски албедо 0,075.
Астероид је откривен 24. јануара 1968. године.